# キーシュ国際空港
キーシュ国際空港（キーシュこくさいくうこう、ペルシア語: فرودگاه بین‌المللی کیش; Forūdgāh-e Beinol-melalī-ye Kīsh）はイラン・ホルモズガーン州キーシュ島の空港。革命以前にはエールフランスの超音速旅客機コンコルドが飛来したことがある。

## 就航航空会社・路線
| 航空会社                 | 就航地                                                                                     |
| ------------------------ | ------------------------------------------------------------------------------------------ |
| アーリヤー航空           | テヘラン（メヘラーバード）                                                                 |
| カスピアン航空           | テヘラン（メヘラーバード）                                                                 |
| エラム航空               | テヘラン（メヘラーバード）                                                                 |
| イラン航空               | テヘラン（メヘラーバード）、クウェート                                                     |
| イラン・アーセマーン航空 | シーラーズ                                                                                 |
| イランエアツアーズ       | マシュハド、シーラーズ、テヘラン（メヘラーバード）                                         |
| キーシュ航空             | アーバーダーン、ドバイ、エスファハーン、マシュハド、シーラーズ、テヘラン（メヘラーバード） |
| マーハーン航空           | ケルマーン、テヘラン（メヘラーバード）                                                     |
| サーハー航空             | テヘラン（メヘラーバード）                                                                 |
| ターバーン航空           | テヘラン（メヘラーバード）                                                                 |